# Утраченные объекты Летнего сада

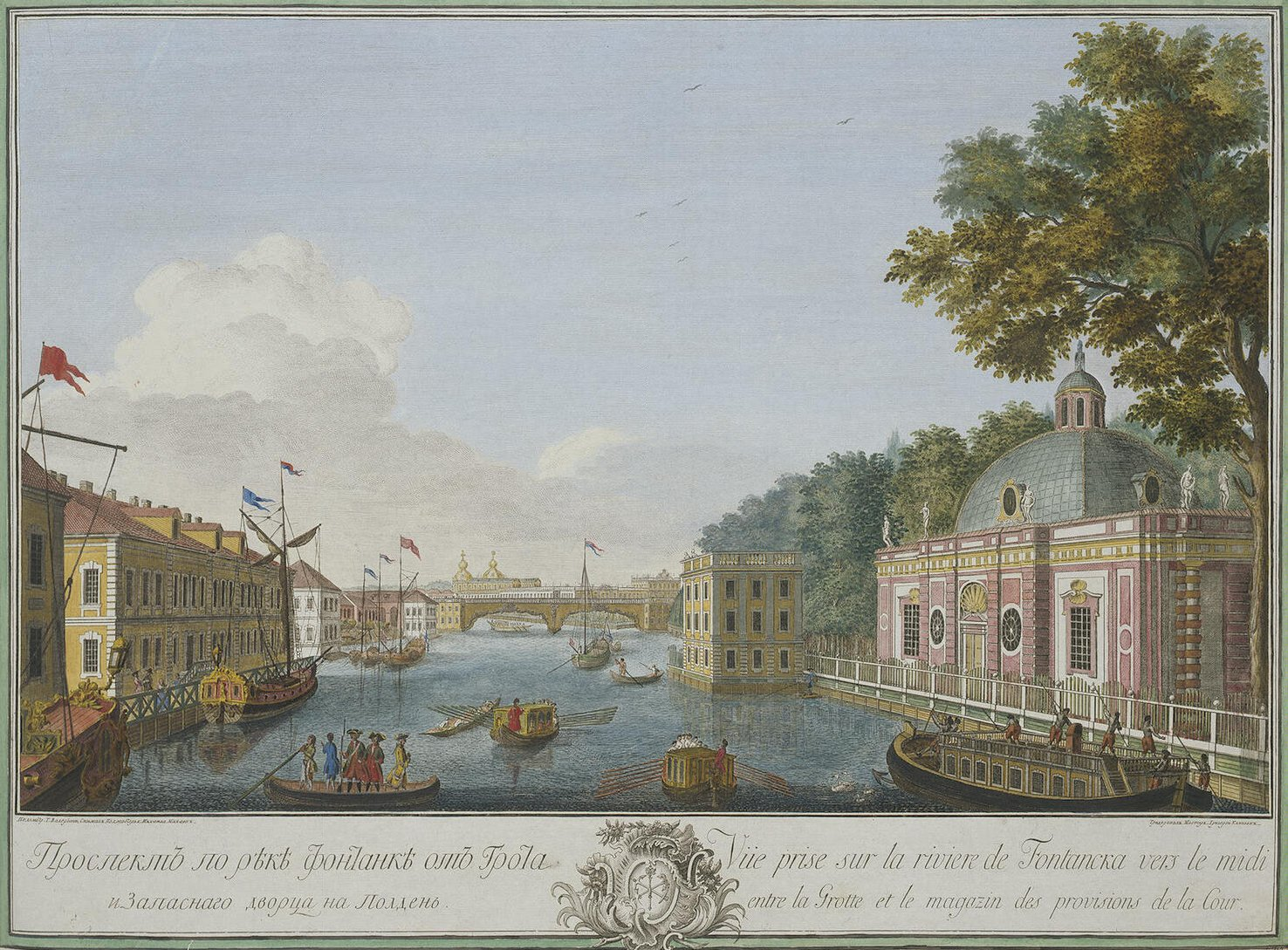
«Проспект по реке Фонтанке от Грота и Запасного дворца». Раскрашенная гравюра Г. А. Качалова по рисунку М. И. Махаева. 1753. Справа — павильон «Грот»

Утра́ченные объе́кты Ле́тнего са́да — ряд построек и сооружений, возведённых ещё при Петре I и позже разобранных. За три века своего существования Летний сад претерпел многочисленные реконструкции и изменения.

## Грот
На территории Летнего сада, на месте нынешнего Кофейного домика находился павильон «Грот», который строили с 1714 года по замыслу царя Петра, проекту (частично отвергнутым царём) французского архитектора Ж.-Б. Леблона, планам А. Шлютера и Маттарнови, и в который, со временем, перенесли статую Венеры Таврической. Постройку завершили только в 1725—1727 годах, после кончины царя Петра по проекту архитектора М. Г. Земцова «в переходном стиле, предвещающем рокайли елизаветинского периода». Внутри грот был отделан туфом, настоящими морскими раковинами и «битым стеклом». В центре находился фонтан с изображением бога морей Нептуна на позолоченной колеснице, окружённой четырьмя гиппокампами. Сделанные из свинца статуи были позолочены. Здесь же помещался музыкальный инструмент — орган, приводимый в действие водой при запуске фонтанов в саду. Грот не сохранился, он был перестроен в 1826 году, но благодаря выполненным Земцовым в 1727 году обмерным чертежам мы имеем представление об этой постройке.
В 1801 году «Грот» был частично разобран по приказу Павла I. Сменивший Павла Александр I приказал восстановить сооружение, однако чертежей и планов для этого не хватало. 9 апреля 1826 года было окончательно решено перестроить полуразрушенное сооружение. Первоначальный проект Л. И. Шарлеманя не был утверждён и заказ перешёл к К. И. Росси, который построил Кофейный домик, используя фундамент и стены прежнего сооружения.
В 1999 году у стен Кофейного домика проводили земляные работы по восстановлению дренажной системы. При этом были найдены многочисленные фрагменты «Грота»: кирпичи, из которых были сложены стены, кирпичи в форме лепестков — детали угловых колонн, фрагменты орнамента и раковины.

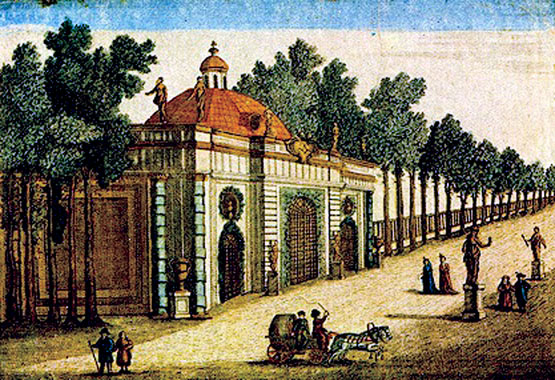
«Грот» в Летнем саду. XVIII век
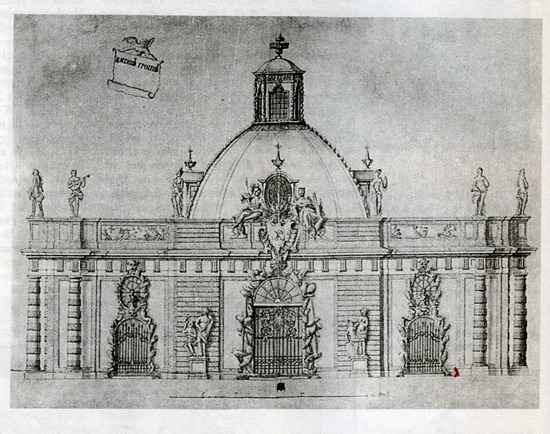
Фасад. Фиксационный чертёж М. Г. Земцова. 1727
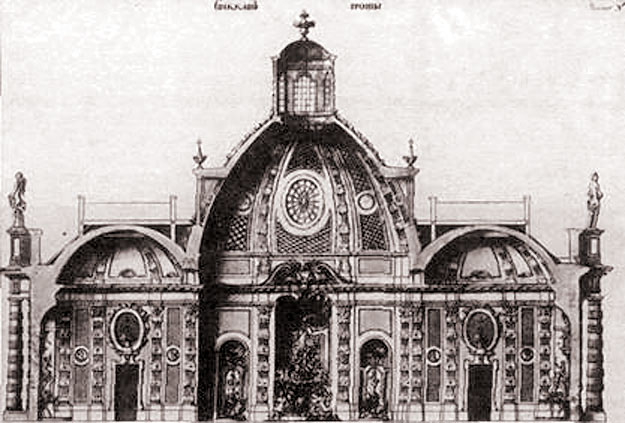
Разрез. Фиксационный чертёж М. Г. Земцова. 1727
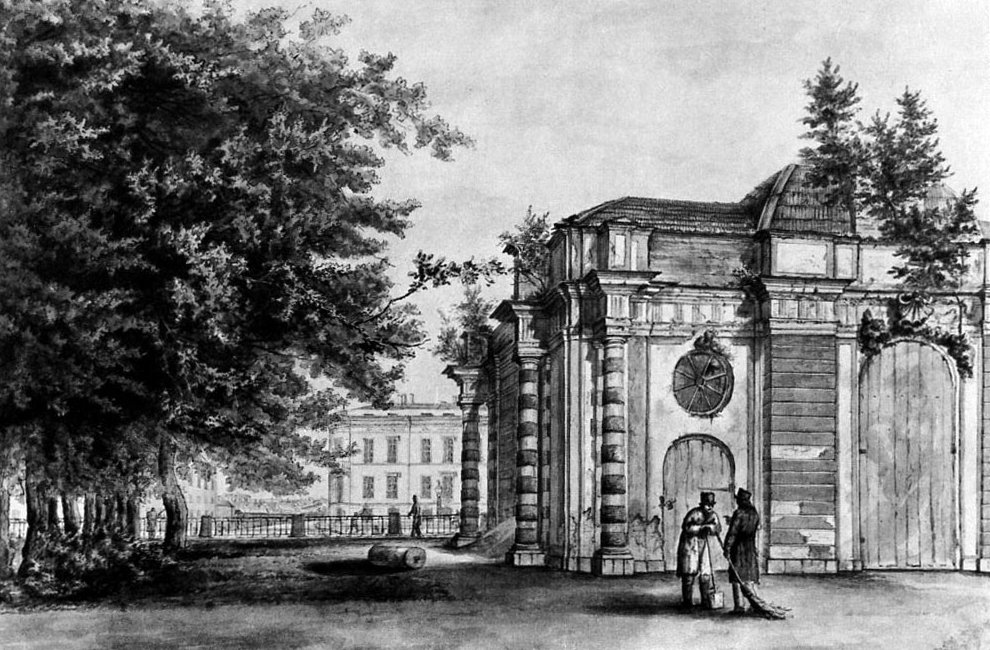
Г. Г. Чернецов Грот Летнего сада. Начало XIX в.

## Людские палаты
По другую сторону гаванца, вдоль Фонтанки стояло обширное двухэтажное здание с выставочными залами для возможного посещения людей. Строительство началось в 1714 году. С 1719 по 1724 годы работы выполняет архитектор Николай Гербель. Людские палаты вмещали несколько парадных залов, украшенных изразцами и картинами из Голландии. Здесь же размещались коллекции Петра, его обширная библиотека, занимавшая 24 больших шкафа в трёх комнатах, и Янтарный кабинет.

## Фонтаны Летнего сада
Устройство фонтанов стало одним из самых крупномасштабных проектов Петра I в Летнем саду. Известно, что в 1705 году царь приказал зодчему Ивану Матвееву сооружать фонтаны:
учинить приготовление свай, колеса великого… також двух с пальцами и несколько шестерней,
поясняя, что
сие надобно для возведения воды к фонтанам
Строительство фонтанного комплекса было начато мастером Иваном Матвеевым. После его смерти в 1707 году строительство продолжали приглашённые из Европы архитекторы Я. Кинтлер, Х. ван Болос.
Фонтаны были украшены свинцовыми золочёными группами, в основном — сценами из басен Эзопа. Для питания «водомётов» Пётр I приобрел в Великобритании паровую машину. Фонтанный комплекс просуществовал до крупномасштабного наводнения в 1777 году.
По фонтанам Летнего сада получили наименования река Фонтанка и сад «Прудки».

## Восстановленные

### Гаванец

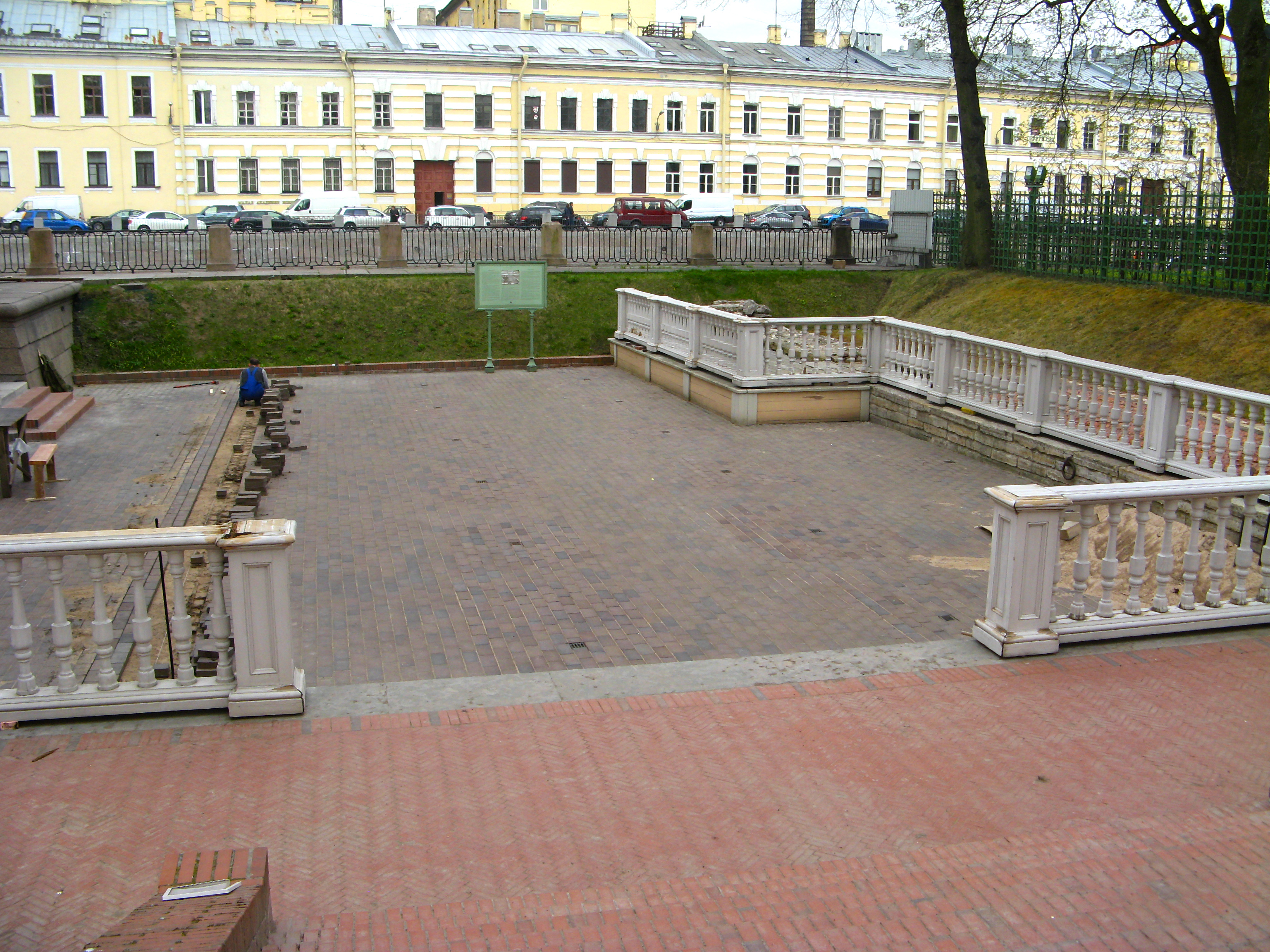
Летний сад. Гаванец

Га́ванцем Петра I именовали ковшеобразную гавань у мыса (стрелки), образуемого Невой и Фонтанкой, так что узкая часть гавани впадала в Фонтанку. Он был построен мастером Иваном Матвеевым в начале работ по разбивке Летнего сада около 1704 года и использовался для подхода к саду на мелких судах.
Известно, что в 1705 году Пётр I приказал углубить гавань везде на 8 футов и обложить стены её каменными плитами.
По мнению ряда исследователей это было первое каменное мощение набережной Санкт-Петербурга.
Гаванец был облицован известняковыми блоками, которые быстро обветшали и пришли в негодность. Если это сооружение в 1777 году было засыпано, то построенную одновременно с гаванцем набережную Невы у Зимнего дворца со временем реконструировали, заменив известняк на более стойкий гранит.
Гаванец просуществовал до 1780 года, строения на этом мысе были возведены уже после его засыпки. В настоящее время частично расчищен и музеефицирован.